# Pina de Montalgrao
Pina de Montalgrao település Spanyolországban, Castellón tartományban. Pina de Montalgrao Barracas, Benafer, Caudiel, El Toro és Viver községekkel határos. Lakosainak száma 118 fő (2024).

## Népesség
A település népessége az elmúlt években az alábbi módon változott:
| Lakosok száma | 165  | 151  | 161  | 147  | 149  | 134  | 127  | 111  | 114  | 118  |
|               | 2001 | 2004 | 2006 | 2009 | 2011 | 2014 | 2016 | 2019 | 2021 | 2024 |